# Death Knights of Krynn
Death Knights of Krynn ist ein Computer-Rollenspiel von SSI auf Grundlage des Rollenspiel-Regelwerks Advanced Dungeons & Dragons. Es ist das zweite von drei Spielen in der Dragonlance Fantasy Role-Playing Epic, einer Unterreihe der Gold-Box-Reihe, und der Nachfolger zu Champions of Krynn. Das von SSI entwickelte Spiel kam 1991 auf den Markt und erschien zunächst für Amiga, Commodore 64 und DOS. Der japanische Publisher Pony Canyon portierte das Spiel 1993 für den japanischen Markt zudem auf PC-98. 1992 erschien der Nachfolger The Dark Queen of Krynn.

## Handlung
Etwa ein Jahr nach dem Sieg über Myrtani im Vorgänger Champions of Krynn befindet sich die Heldengruppe in Gargath, einem Außenposten der Ritter von Solamnia (Knights of Solamnia). Dort werden sie von einer Horde untoter Krieger überfallen, darunter ihr gefallener Weggefährte Sir Karl. Urheber dieser Untoteninvasion ist der bösartige Lord Soth, der auf der Suche nach dem Leichnam des legendären Helden Sturm Brightblade ist, um ihn in seine Untoten-Armee zu zwingen. Die Heldengruppe muss dies verhindern.

## Rezeption
Wie die meisten Gold-Box-Spiele wurde Death Knights of Krynn grundsätzlich positiv bewertet, allerdings mit zunehmend kritischen Untertönen.

„Mit jedem neuen Titel aus der klassischen AD&D-Rollenspielreihe bröckelt der Spielspaß ein klein wenig weg. Zwar wartet ‘Death Knights of Krynn’ mit dem gewohnten Kampf- und Magiesystem sowie einer schönen Fantasy-Story auf, aber für meinen Geschmack ist bei diesem Spielsystem die Luft raus.“

Das Spiel verkaufte sich rund 62.000 Mal, und damit nur noch rund halb soviel Exemplare wie der Vorgänger Champions of Krynn (116.700 Mal). Bereits ein Jahr später erschien mit The Dark Queen of Krynn der Abschluss der Trilogie. Die Entwicklung dieses Finales wurde von SSI in die Hände des Entwicklerstudios MicroMagic gelegt.
Laut einer Retrospektive von Allen Rausch und Miguel Lopez für Gamespy „wurde das Spiel aufgrund seiner engeren Verbindung zum DragonLance-Universum seinerzeit relativ gut aufgenommen, auch wenn es heute nicht mehr besonders hervorsticht“.